# Tipula (Lunatipula) rugulosa
Tipula (Lunatipula) rugulosa is een tweevleugelige uit de familie langpootmuggen (Tipulidae). De soort komt voor in het Palearctisch gebied.